# Iogys
Iogys són un poble indígena de l'Argentina que viu a la província de Salta. Els iogys, que durant molt de temps es pensava que s'havien extingit, són menys de 500, i estan distribuïts en nou comunitats que es reconeixen d'aquesta ètnia, i des del 1995 reclamen el seu reconeixement.
el 2011 es va acceptar el nomenament de dos delegats iogys per participar en el Consejo de Participación Indígena (CPI), que funciona a instancia del Instituto Nacional de Asuntos Indígenas (INAI). El 6 de febrer del 2012 els cacics de nou comunitats Iogys van decidir tallar la ruta 86 a l'altura del quilòmetre 5, al nord de la província de Salta, en demanda de l'aplicació del canvi territorial previst a la Llei 26.160 i la seva pròrroga 26.554. El tall es va iniciar al matí i en hores de la tarda personal del ministeri de govern van arribar al lloc, i després d'un diàleg amb els demandants es va acordar aixecar la mesura i esperar deu dies per tenir respostes als punts plantejats.